# Brusque (Santa Catarina)
Pour les articles homonymes, voir Brusque.
Brusque est une ville brésilienne de l'État de Santa Catarina.

## Géographie
Brusque se situe à une latitude de 27° 05' 53" sud et à une longitude de 48° 55' 03" ouest, à une altitude de 36 mètres. Elle se trouve dans la vallée du rio Itajaí, aussi appelée « vallée européenne ».
Sa population était de 105 495 habitants au recensement de 2010. La municipalité s'étend sur 283 km2.
Elle fait partie de la microrégion de Blumenau, dans la mésorégion de la Vallée du rio Itajaí.

## Histoire
L'histoire de Brusque commence avec l'arrivée de 55 immigrants allemands, originaires du grand-duché de Bade, dans le Sud de l'Allemagne, en 1860. Elle est d'abord baptisée Colônia Itajahy. Les années suivantes, de nouveaux groupes de colons allemands arrivent dans la municipalité. Le 17 janvier 1890, la ville prend le nom de Brusque, en hommage à  Francisco Carlos de Araújo Brusque, président de la province de Santa Catarina au moment de la fondation de la colonie.
La ville a hérité des caractéristiques de ses colonisateurs allemands à divers niveaux: architectural, culinaire, culturel, etc. En 1875 arrivèrent les premiers immigrants italiens et, plus tard, les Polonais. Les Polonais introduisirent les techniques de tissage dans la région et diverses fabriques furent fondés dans la ville.

## Tourisme et économie
La ville de Brusque, dans la « vallée européenne » (Vale Europeu en portugais), à Santa Catarina, est un important centre touristique pour ses richesses naturelles et architecturales, particularité héritée de la colonisation européenne, ainsi que pour la diversité et la qualité de l'offre en vêtements et tissus. Brusque est par ailleurs un important centre industriel, principalement dans les secteurs métallurgique et textile.

## Sport
La ville comporte un club de football évoluant en 1re division dans le championnat de Santa Catarina, le Brusque Futebol Clube, et qui évolue au Stade Augusto Bauer, principal stade de la ville.

## Villes voisines
Brusque est voisine des municipalités (municípios) suivantes :
- Itajaí
- Camboriú
- Canelinha
- Nova Trento
- Botuverá
- Guabiruba
- Gaspar

## Personnalités
- Luciano Hang (1962-), homme d'affaires milliardaire, est né à Brusque.